# Heliophobus simiconfluens
Heliophobus simiconfluens là một loài bướm đêm trong họ Noctuidae.